# Thomas Bein (Chemiker)

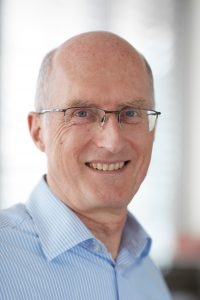
Thomas Bein (2020)

Thomas Bein (* 18. Januar 1954 in Tönning) ist ein deutscher Chemiker.

## Leben
Thomas Bein promovierte 1984 in Chemie an der Universität Hamburg (Deutschland) und der Katholischen Universität Leuven (Belgien). Er setzte seine Studien als Gastwissenschaftler in der zentralen Forschungs- und Entwicklungsabteilung von DuPont in Wilmington, DE (USA) fort. Von 1986 bis 1991 war er Assistenzprofessor für Chemie an der University of New Mexico in Albuquerque (USA). 1991 wechselte er als außerordentlicher Professor an die Purdue University (Indiana), wo er 1995 zum Professor für Chemie ernannt wurde. Im Jahr 1999 wurde er auf den Lehrstuhl für Physikalische Chemie an der Universität München (LMU) berufen, wo er auch als Direktor der Fakultät für Chemie tätig war.

## Forschung
Seine Arbeit wurde durch mehrere Auszeichnungen gewürdigt, und vor kurzem erhielt er einen ERC Advanced Grant mit Schwerpunkt auf kovalenten organischen Gerüsten. Seine bibliographische Daten umfassen über 500 Publikationen, über 50.000 Zitationen und einen h-index von 117. Seit 2018 ist Thomas Bein als Highly Cited Researcher gelistet (Clarivate).
Seine aktuellen Forschungsinteressen umfassen die Synthese und die physikalischen Eigenschaften von funktionalen Nanostrukturen, mit einem Schwerpunkt auf molekularen Gerüsten und nanostrukturierten Materialien für Energieumwandlungsanwendungen.

## Auszeichnungen
| 2020        | Elhuyar-Goldschmidt Award of the Spanish Royal Society of Chemistry            |
| 2018 – 2021 | Highly Cited Researcher (Clarivate Analytics)                                  |
| 2018        | Lifetime Achievement Award, International Mesostructured Materials Association |
| 2015        | Visiting Professor, Cavendish Laboratory, University of Cambridge, UK          |
| 2013 – 2018 | ERC Advanced Grant: “Electroactive Donor-Acceptor COFs”                        |
| 1982 – 1984 | Fellow, Alfried Krupp von Bohlen and Halbach – Foundation                      |
| 1981 – 1982 | Fellow, German Academic Exchange Service (DAAD)                                |